# Aaron Slight
Aaron Tony Slight (Masterton, Nueva Zelanda, 19 de enero de 1966) es un expiloto de motos profesional que recientemente ha entrado en carreras de coches.

## Biografía
Fue campeón australiano de Superbike en 1991, antes de competir durante la mayor parte de los años 90 en el Campeonato Mundial de Superbikes, acumulando 87 podios, 13 victorias y 8 poles. Durante muchos años fue el único piloto que ganó la carrera de 8 Horas de Suzuka en tres años consecutivos (desde 1993 a 1995). Esta hazaña ha sido repetida (y superada) solo recientemente por el campeón japonés de Superbike Katsuyuki Nakasuga en 2015-2018. En todo caso, Slight figura como uno de los corredores no japoneses más exitosos en la historia de la carrera de 8 horas.
Ganó su primera carrera WSB en 1992 en una Kawasaki para el Team Moving Kawasaki. En una fábrica de Castrol Honda, fue tercero en la general en 1994 y 1995, obteniendo su primera victoria de Honda en Albacete. Su peor clasificación fue en Laguna Seca en 1995, donde un mal pilotaje de la Honda y muchos wildcar locales lo dejaron 18.º en la parrilla. Fue subcampeón detrás de Troy Corser en 1996, y tercero nuevamente en 1997 cuando su compañero John Kocinski ganó el título.
En 1998 volvió a ser segundo detrás de Carl Fogarty con 5.5 puntos (la mitad de los puntos se otorgaron en la carrera 1 de Laguna Seca después de se parcialmente recortada). El título lo perdió por culpa de contratiempos como un fallo del motor en la última vuelta en Monza, un incidente en la última vuelta con Jean-Marc Deletang en la Philip Island. Sin embargo, consiguió su primera doble victoria en su carrera, en Misano.
En 1999 no ganó ninguna carrera, aunque cruzó la línea en primera posición en la carrera 1 en Hockenheimring después de haber superado a Carl Fogarty en la última vuelta, pero se mostró una bandera roja debido a un incidente en otro lugar de la pista, por lo que los resultados se recuperaron una vuelta. Irónicamente, como Fogarty ya había asegurado el título por lo que no necesitaba ganar la carrera.

## Trayectoria

### Campeonato Mundial de Superbikes

#### Carreras por año
| Year | Make     | 1       | 1       | 2      | 2       | 3     | 3       | 4     | 4       | 5     | 5       | 6     | 6       | 7       | 7       | 8     | 8       | 9     | 9     | 10      | 10      | 11    | 11      | 12      | 12      | 13      | 13     | Pos. | Pts. |
| Year | Make     | R1      | R2      | R1     | R2      | R1    | R2      | R1    | R2      | R1    | R2      | R1    | R2      | R1      | R2      | R1    | R2      | R1    | R2    | R1      | R2      | R1    | R2      | R1      | R2      | R1      | R2     | Pos. | Pts. |
| ---- | -------- | ------- | ------- | ------ | ------- | ----- | ------- | ----- | ------- | ----- | ------- | ----- | ------- | ------- | ------- | ----- | ------- | ----- | ----- | ------- | ------- | ----- | ------- | ------- | ------- | ------- | ------ | ---- | ---- |
| 1988 | Bimota   | GBR     | GBR     | HUN    | HUN     | GER   | GER     | AUT   | AUT     | JPN 7 | JPN 14  | FRA   | FRA     | POR     | POR     | AUS   | AUS     | NZL   | NZL   |         |         |       |         |         |         |         |        | 42.º | 5.5  |
| 1989 | Kawasaki | GBR     | GBR     | HUN    | HUN     | CAN   | CAN     | USA   | USA     | AUT   | AUT     | FRA   | FRA     | JPN 9   | JPN 7   | GER   | GER     | ITA   | ITA   | AUS 5   | AUS 6   | NZL 2 | NZL Ret |         |         |         |        | 14.º | 54   |
| 1990 | Kawasaki | SPA     | SPA     | GBR    | GBR     | HUN   | HUN     | GER   | GER     | CAN   | CAN     | USA   | USA     | AUT     | AUT     | JPN   | JPN     | FRA   | FRA   | ITA     | ITA     | MAL   | MAL     | AUS 8   | AUS 7   | NZL Ret | NZL 3  | 19.º | 32   |
| 1991 | Kawasaki | GBR     | GBR     | SPA    | SPA     | CAN   | CAN     | USA   | USA     | AUT   | AUT     | SMR   | SMR     | SWE     | SWE     | JPN 3 | JPN 4   | MAL 7 | MAL 4 | GER     | GER     | FRA   | FRA     | ITA     | ITA     | AUS Ret | AUS 3  | 13.º | 65   |
| 1992 | Kawasaki | SPA 1   | SPA Ret | GBR 5  | GBR 6   | GER 3 | GER 5   | BEL 6 | BEL 7   | SPA 6 | SPA 5   | AUT 7 | AUT Ret | ITA     | ITA     | MAL 4 | MAL 3   | JPN 6 | JPN 4 | NED 7   | NED 4   | ITA   | ITA     | AUS 4   | AUS 3   | NZL 2   | NZL 3  | 6.º  | 249  |
| 1993 | Kawasaki | IRL 5   | IRL 6   | GER 4  | GER 4   | SPA 2 | SPA 3   | SMR 6 | SMR 6   | AUT 2 | AUT Ret | CZE 3 | CZE Ret | SWE 8   | SWE 5   | MAL 4 | MAL 6   | JPN 6 | JPN 4 | NED 3   | NED 6   | ITA 1 | ITA 2   | GBR 3   | GBR 2   | POR 3   | POR 5  | 3.º  | 316  |
| 1994 | Honda    | GBR 2   | GBR Ret | GER 2  | GER Ret | ITA 3 | ITA 4   | SPA 2 | SPA 2   | AUT 4 | AUT 4   | INA 2 | INA 2   | JPN 6   | JPN 7   | NED 3 | NED 2   | SMR 4 | SMR 2 | EUR 8   | EUR 10  | AUS 4 | AUS 4   |         |         |         |        | 3.º  | 277  |
| 1995 | Honda    | GER 6   | GER 3   | SMR 16 | SMR 13  | GBR 4 | GBR 3   | ITA 2 | ITA 3   | SPA 1 | SPA 3   | AUT 4 | AUT 4   | USA 9   | USA Ret | EUR 9 | EUR 8   | JPN 2 | JPN 4 | NED 4   | NED 2   | INA 3 | INA 1   | AUS 2   | AUS 4   |         |        | 3.º  | 323  |
| 1996 | Honda    | SMR 6   | SMR 5   | GBR 5  | GBR 2   | GER 1 | GER 2   | ITA 2 | ITA 2   | CZE 3 | CZE 2   | USA 5 | USA 3   | EUR 6   | EUR 5   | INA 3 | INA 2   | JPN 6 | JPN 3 | NED 3   | NED 5   | SPA 9 | SPA 6   | AUS Ret | AUS 2   |         |        | 2.º  | 347  |
| 1997 | Honda    | AUS Ret | AUS 1   | SMR 4  | SMR 2   | GBR 1 | GBR 3   | GER 1 | GER Ret | ITA 2 | ITA 5   | USA 7 | USA 10  | EUR 6   | EUR 8   | AUT 3 | AUT 2   | NED 4 | NED 4 | SPA 2   | SPA 3   | JPN 6 | JPN 4   | INA 2   | INA 4   |         |        | 3.º  | 343  |
| 1998 | Honda    | AUS 9   | AUS 2   | GBR 4  | GBR 4   | ITA 2 | ITA Ret | SPA 4 | SPA 2   | GER 1 | GER 4   | SMR 1 | SMR 1   | RSA 8   | RSA 8   | USA 8 | USA DNS | EUR 2 | EUR 5 | AUT 1   | AUT 1   | NED 4 | NED 2   | JPN 7   | JPN 6   |         |        | 2.º  | 347  |
| 1999 | Honda    | RSA 3   | RSA 2   | AUS 4  | AUS 4   | GBR 2 | GBR Ret | SPA 4 | SPA 7   | ITA 5 | ITA Ret | GER 2 | GER 2   | SMR 5   | SMR 4   | USA 9 | USA 6   | EUR 2 | EUR 2 | AUT Ret | AUT 3   | NED 3 | NED 3   | GER 2   | GER 3   | JPN 16  | JPN 13 | 4.º  | 323  |
| 2000 | Honda    | RSA     | RSA     | AUS    | AUS     | JPN   | JPN     | GBR 9 | GBR 7   | ITA 5 | ITA 7   | GER 5 | GER 5   | SMR Ret | SMR 9   | SPA 7 | SPA 7   | USA 8 | USA 9 | GBR 7   | GBR Ret | NED 5 | NED 4   | GER 5   | GER Ret | GBR 13  | GBR 8  | 8.º  | 153  |

### Campeonato Británico de Turismos
| Year | Team               | Car                  | Class | 1       | 2        | 3       | 4       | 5       | 6         | 7        | 8         | 9         | 10      | 11      | 12         | 13       | 14      | 15        | 16       | 17        | 18      | 19        | 20        | 21    | 22    | 23    | 24    | 25    | 26    | Pos. | Pts. |
| ---- | ------------------ | -------------------- | ----- | ------- | -------- | ------- | ------- | ------- | --------- | -------- | --------- | --------- | ------- | ------- | ---------- | -------- | ------- | --------- | -------- | --------- | ------- | --------- | --------- | ----- | ----- | ----- | ----- | ----- | ----- | ---- | ---- |
| 2001 | Peugeot Sport UK   | Peugeot 406 Coupé    | T     | BRH 1   | BRH 2    | THR 1   | THR 2   | OUL 1   | OUL 2     | SIL 1    | SIL 2     | MON 1     | MON 2   | DON 1 7 | DON 2 Ret* | KNO 1    | KNO 2   | SNE 1     | SNE 2    | CRO 1     | CRO 2   | OUL 1     | OUL 2     | SIL 1 | SIL 2 | DON 1 | DON 2 | BRH 1 | BRH 2 | NC†  | 0†   |
| 2002 | Barwell Motorsport | Vauxhall Astra Coupé | T     | BRH 1 9 | BRH 2 12 | OUL 1 6 | OUL 2 8 | THR 1 7 | THR 2 DNS | SIL 1 10 | SIL 2 Ret | MON 1 DNS | MON 2 8 | CRO 1 7 | CRO 2 10   | SNE 1 12 | SNE 2 9 | KNO 1 Ret | KNO 2 12 | BRH 1 Ret | BRH 2 9 | DON 1 Ret | DON 2 Ret |       |       |       |       |       |       | 13.º | 32   |